# Pachygnatha longipes
Pachygnatha longipes är en spindelart som beskrevs av Simon 1894. Pachygnatha longipes ingår i släktet Pachygnatha och familjen käkspindlar.
Artens utbredningsområde är Madagaskar. Inga underarter finns listade i Catalogue of Life.